# Lista de episódios de Mano a Mano
Mano a Mano é um podcast brasileiro produzido pelo Spotify e apresentado pelo rapper Mano Brown. Lançado em 26 de agosto de 2021, o programa é publicado semanalmente na plataforma e traz entrevistas com convidados de diferentes áreas, como música, política, esportes, cultura e religião.
O formato consiste em conversas conduzidas por Brown com personalidades que relatam experiências pessoais e profissionais, além de temas sociais e atuais. Ao longo das temporadas, o podcast recebeu figuras como Lula, Drauzio Varella, Djamila Ribeiro, Galvão Bueno, Wagner Moura, entre outros, em múltiplas temporadas.

## Episódios
Os episódios de Mano a Mano, em temporadas, são apresentados a seguir:
| Temp.             | Ep.               | Nome do episódio                                                      | Data                    | Ref. |
| ----------------- | ----------------- | --------------------------------------------------------------------- | ----------------------- | ---- |
| 1                 | 1                 | Karol Conká                                                           | 26 de agosto de 2021    |      |
| 1                 | 2                 | Drauzio Varella                                                       | 2 de setembro de 2021   |      |
| 1                 | 3                 | Lula                                                                  | 9 de setembro de 2021   |      |
| 1                 | 4                 | Gilberto Sorriso, Juary e Pitta, ex-jogadores do Santos               | 16 de setembro de 2021  |      |
| 1                 | 5                 | Pastor Henrique Vieira                                                | 23 de setembro de 2021  |      |
| 1                 | 6                 | Fernando Holiday                                                      | 30 de setembro de 2021  |      |
| 1                 | 7                 | Vanderlei Luxemburgo                                                  | 7 de outubro de 2021    |      |
| 1                 | 8                 | Leci Brandão                                                          | 14 de outubro de 2021   |      |
| 1                 | 9                 | Djonga                                                                | 21 de outubro de 2021   |      |
| 1                 | 10                | Ludmilla                                                              | 28 de outubro de 2021   |      |
| 1                 | 11                | Taís Araújo e Lázaro Ramos                                            | 4 de novembro de 2021   |      |
| 1                 | 12                | Professor e Arqueólogo Rodrigo Silva                                  | 11 de novembro de 2021  |      |
| 1                 | 13                | Gloria Groove                                                         | 18 de novembro de 2021  |      |
| 1                 | 14                | Djamila Ribeiro                                                       | 25 de novembro de 2021  |      |
| 1                 | 15                | Wagner Moura                                                          | 2 de dezembro de 2021   |      |
| 1                 | 16                | Glória Maria                                                          | 9 de dezembro de 2021   |      |
| 2                 | 1                 | Emicida                                                               | 24 de março de 2022     |      |
| 2                 | 2                 | Jojo Todynho                                                          | 31 de março de 2022     |      |
| 2                 | 3                 | Seu Jorge e Jeferson De                                               | 7 de abril de 2022      |      |
| 2                 | 4                 | Yuri Marçal e Felipe Kot                                              | 14 de abril de 2022     |      |
| 2                 | 5                 | Sidarta Ribeiro                                                       | 21 de abril de 2022     |      |
| 2                 | 6                 | Dilma Rousseff                                                        | 28 de abril de 2022     |      |
| 2                 | 7                 | Cecília Olliveira e André Caramante                                   | 5 de maio de 2022       |      |
| 2                 | 8                 | Thiaguinho, Salgadinho e Marquinhos Sensação                          | 12 de maio de 2022      |      |
| 2                 | 9                 | Rabino Ventura                                                        | 19 de maio de 2022      |      |
| 2                 | 10                | Sueli Carneiro                                                        | 26 de maio de 2022      |      |
| 2                 | 11                | Kondzilla                                                             | 2 de junho de 2022      |      |
| 2                 | 12                | Mãe Carmen de Oxum e Ebomi Cici de Oxalá                              | 9 de junho de 2022      |      |
| 2                 | 13                | Dom Filó                                                              | 16 de junho de 2022     |      |
| 2                 | 14                | Katiuscia Ribeiro e Salloma Salomão                                   | 23 de junho de 2022     |      |
| 2                 | 15                | Luizão Chic Show                                                      | 30 de junho de 2022     |      |
| 2                 | 16                | Zeca Pagodinho                                                        | 6 de julho de 2022      |      |
| 3                 | 1                 | Gregorio Duvivier                                                     | 27 de outubro de 2022   |      |
| 3                 | 2                 | Angela Davis                                                          | 28 de outubro de 2022   |      |
| 3                 | 3                 | Djavan                                                                | 3 de novembro de 2022   |      |
| 3                 | 4                 | Linn da Quebrada                                                      | 10 de novembro de 2022  |      |
| 3                 | 5                 | Silvio Almeida                                                        | 17 de novembro de 2022  |      |
| 3                 | 6                 | Walter Casagrande                                                     | 24 de novembro de 2022  |      |
| 3                 | 7                 | Padre Júlio Lancellotti                                               | 1 de dezembro de 2022   |      |
| 3                 | 8                 | Charles do Bronx                                                      | 8 de dezembro de 2022   |      |
| 3                 | 9                 | Txai Suruí                                                            | 15 de dezembro de 2022  |      |
| 3                 | 10                | Anielle Franco                                                        | 19 de janeiro de 2023   |      |
| 3                 | 11                | Dexter e Preto Zezé                                                   | 26 de janeiro de 2023   |      |
| 3                 | 12                | Delegado Da Cunha                                                     | 2 de fevereiro de 2023  |      |
| 3                 | 13                | Sônia Guajajara                                                       | 9 de fevereiro de 2023  |      |
| 3                 | 14                | Igor 3k, do Flow Podcast                                              | 16 de fevereiro de 2023 |      |
| 3                 | 15                | Flávia Oliveira                                                       | 23 de fevereiro de 2023 |      |
| 3                 | 16                | Igão e Mítico, do Podpah                                              | 2 de março de 2023      |      |
| 4                 | 1                 | Marcelo Adnet                                                         | 27 de abril de 2023     |      |
| 4                 | 2                 | Regina Casé                                                           | 4 de maio de 2023       |      |
| 4                 | 3                 | Galo de Luta e Chavoso da USP                                         | 11 de maio de 2023      |      |
| 4                 | 4                 | Craque Neto                                                           | 18 de maio de 2023      |      |
| 4                 | 5                 | Baco Exu do Blues e Rincon Sapiência                                  | 25 de maio de 2023      |      |
| 4                 | 6                 | Zezé Motta e Elisa Lucinda                                            | 1 de junho de 2023      |      |
| 4                 | 7                 | Eduardo Suplicy, Supla e João Suplicy                                 | 8 de junho de 2023      |      |
| 4                 | 8                 | Conceição Evaristo                                                    | 15 de junho de 2023     |      |
| 4                 | 9                 | Thaíde                                                                | 22 de junho de 2023     |      |
| 4                 | 10                | Rodrigo GR6 e Evandro Fióti                                           | 29 de junho de 2023     |      |
| 4                 | 11                | Ronaldo Fenômeno                                                      | 6 de julho de 2023      |      |
| 4                 | 12                | Gilberto Gil                                                          | 13 de julho de 2023     |      |
| 4                 | 13                | Ivete Sangalo                                                         | 20 de julho de 2023     |      |
| 4                 | 14                | Saúde, alimentação e raça (Bela Gil e Dra. Denize Ornelas)            | 27 de julho de 2023     |      |
| 4                 | 15                | Cannabis (Emílio Figueiredo, Juliana Borges e Dra. Jackeline Barbosa) | 3 de agosto de 2023     |      |
| 4                 | 16                | Marina Silva                                                          | 10 de agosto de 2023    |      |
| Episódio Especial | Episódio Especial | Questão Quilombola (Ao Vivo no Spotify Podcast Festival)              | 27 de novembro de 2023  |      |
| 5                 | 1                 | Paulo Vieira                                                          | 8 de maio de 2025       |      |
| 5                 | 2                 | Erika Hilton                                                          | 15 de maio de 2025      |      |
| 5                 | 3                 | Joel Jota + Monique Evelle                                            | 22 de maio de 2025      |      |
| 5                 | 4                 | KL Jay + Renato Noguera                                               | 29 de maio de 2025      |      |
| 5                 | 5                 | Sandra Sá                                                             | 5 de junho de 2025      |      |
| 5                 | 6                 | Paulo Cruz                                                            | 12 de junho de 2025     |      |
| 5                 | 7                 | Presidente Lula                                                       | 19 de junho de 2025     |      |
| 5                 | 8                 | Joel Paviotti (Segurança Pública)                                     | 26 de junho de 2025     |      |
| 5                 | 9                 | Jones Manoel e Wilson Barbosa                                         | 3 de julho de 2025      |      |
| 5                 | 10                | DJ Hum e MC Jack: a máquina do tempo da música                        | 10 de julho de 2025     |      |
| 5                 | 11                | Tasha & Tracie e Sharylaine: encontro de gerações do rap              | 17 de julho de 2025     |      |
| 5                 | 12                | Russo Passapusso e Rael: poesia e saúde mental                        | 24 de julho de 2025     |      |
| 5                 | 13                | Nath Finanças e Eduardo Moreira: bets e o sonho de ficar rico         | 31 de julho de 2025     |      |
| 5                 | 14                | Juca Kfouri: futebol, política e resenha                              | 7 de agosto de 2025     |      |
| 5                 | 15                | Nei Lopes: intelectual do samba e da cultura preta                    | 14 de agosto de 2025    |      |